# Première circonscription de la préfecture de Hiroshima
La première circonscription de la préfecture de Hiroshima (広島県第1区, Hiroshima-ken dai-ikku) est l'une des six circonscriptions législatives que compte la préfecture de Hiroshima au Japon.

## Description géographique
Entre 1994 et 2022, la première circonscription de la préfecture de Hiroshima correspondait aux arrondissements de Naka, Higashi et Minami de la ville de Hiroshima.
Depuis 2022, elle comprend les mêmes unités administratives ainsi que les bourgs de Fuchū, Kaita et Saka dans le district d'Aki,.

## Députés
| Législature | Début de mandat | Fin de mandat | Député élu    | Parti politique | Parti politique |
| ----------- | --------------- | ------------- | ------------- | --------------- | --------------- |
| 41e         | 1996            | 2000          | Fumio Kishida |                 | PLD             |
| 42e         | 2000            | 2003          | Fumio Kishida |                 | PLD             |
| 43e         | 2003            | 2005          | Fumio Kishida |                 | PLD             |
| 44e         | 2005            | 2009          | Fumio Kishida |                 | PLD             |
| 45e         | 2009            | 2012          | Fumio Kishida |                 | PLD             |
| 46e         | 2012            | 2014          | Fumio Kishida |                 | PLD             |
| 47e         | 2014            | 2017          | Fumio Kishida |                 | PLD             |
| 48e         | 2017            | 2021          | Fumio Kishida |                 | PLD             |
| 49e         | 2021            | 2024          | Fumio Kishida |                 | PLD             |
| 50e         | 2024            | -             | Fumio Kishida |                 | PLD             |